# Gilbuena
Gilbuena település Spanyolországban, Ávila tartományban. Gilbuena Becedas, Medinilla és Junciana községekkel határos. Lakosainak száma 47 fő (2024).

## Népesség
A település népessége az utóbbi években az alábbiak szerint változott:
| Lakosok száma | 121  | 99   | 96   | 93   | 85   | 77   | 74   | 64   | 60   | 47   |
|               | 2001 | 2004 | 2006 | 2009 | 2011 | 2014 | 2016 | 2019 | 2021 | 2024 |